# Podandrogyne hispidula
Podandrogyne hispidula är en paradisblomsterväxtart som först beskrevs av Dc., och fick sitt nu gällande namn av T.S. Cochrane. Podandrogyne hispidula ingår i släktet Podandrogyne och familjen paradisblomsterväxter. Inga underarter finns listade i Catalogue of Life.